# Okręg wyborczy Fraser
Okręg wyborczy Fraser (ang. Division of Fraser) – dawny jednomandatowy okręg wyborczy do Izby Reprezentantów Australii, obejmujący północną część Australijskiego Terytorium Stołeczego oraz całość Terytorium Jervis Bay. Został utworzony przed wyborami parlamentarnymi w 1974 roku, jego patronem był były poseł Jim Fraser. Wszystkie wybory wygrała w nim Australijska Partia Pracy. 
W 2016 okręg został zlikwidowany, zaś jego miejsce zajął okręg wyborczy Fenner, mający identyczne granice. Zmiana nazwy wynikała z faktu, iż pierwszeństwo w patronowaniu okręgom wyborczym mają w Australii byli premierzy tego kraju, w szczególności nieżyjący. Tymczasem Australijska Komisja Wyborcza ogłosiła, iż w związku ze śmiercią Malcolma Frasera, zamierza wkrótce utworzyć nowy okręg nazwany na jego cześć w stanie Wiktoria, skąd pochodził premier Fraser. Tym samym niezbędna była likwidacja dotychczasowego okręgu z patronem noszącym to samo nazwisko.  

## Lista posłów
| okres urzędowania | poseł          | przynależność             |
| ----------------- | -------------- | ------------------------- |
| 1974-1984         | Ken Fry        | Australijska Partia Pracy |
| 1984-1996         | John Langmore  | Australijska Partia Pracy |
| 1997-1998         | Steve Dargavel | Australijska Partia Pracy |
| 1998-2010         | Bob McMullen   | Australijska Partia Pracy |
| 2010-2016         | Andrew Leigh   | Australijska Partia Pracy |

źródło: